# Liste der Bodendenkmäler in Knetzgau
Auf dieser Seite sind die Bodendenkmäler in der unterfränkischen Gemeinde Knetzgau zusammengestellt. Diese Tabelle ist eine Teilliste der Liste der Bodendenkmäler in Bayern. Grundlage ist die Bayerische Denkmalliste, die auf Basis des Bayerischen Denkmalschutzgesetzes vom 1. Oktober 1973 erstmals erstellt wurde und seither durch das Bayerische Landesamt für Denkmalpflege geführt wird. Die folgenden Angaben ersetzen nicht die rechtsverbindliche Auskunft der Denkmalschutzbehörde.

## Bodendenkmäler in Knetzgau
| Lage                | Objekt | Akten-Nr.     | Bild           |
| ------------------- | --- | ------------- | -------------- |
| (Standort)          | Bestattungsplatz mit Grabhügeln vorgeschichtlicher Zeitstellung. | D-6-5928-0003 |                |
| (Standort)          | Siedlung der Urnenfelderzeit. | D-6-5928-0042 |                |
| (Standort)          | Siedlung der Bronzezeit, der Urnenfelderzeit, der Hallstattzeit, der frühen Latènezeit und der jüngeren Latènezeit. | D-6-5928-0043 |                |
| (Standort)          | Siedlung vor- und frühgeschichtlicher Zeitstellung. | D-6-5929-0052 |                |
| (Standort)          | Freilandstation des Mesolithikums, Siedlung des Neolithikums, der jüngeren Latènezeit | D-6-6028-0003 |                |
| (Standort)          | Freilandstation des Mesolithikums sowie Einzelfunde des Paläolithikums und des Endneolithikums. | D-6-6028-0004 |                |
| (Standort)          | Siedlung des Neolithikums. | D-6-6028-0005 |                |
| (Standort)          | Siedlung vor- und frühgeschichtlicher Zeitstellung. | D-6-6028-0006 |                |
| (Standort)          | Vermutlich Freilandstation des Paläolithikums. | D-6-6028-0007 |                |
| (Standort)          | Siedlung des Neolithikums. | D-6-6028-0008 |                |
| (Standort)          | Bestattungsplatz mit verebnetem Grabhügelfeld vorgeschichtlicher Zeitstellung | D-6-6028-0009 |                |
| (Standort)          | Siedlung des Neolithikums. | D-6-6028-0010 |                |
| (Standort)          | Spätmittelalterlicher Burgstall. | D-6-6028-0012 |                |
| (Standort)          | Gräberfeld der Urnenfelder- und der frühen Hallstattzeit. | D-6-6028-0072 |                |
| (Standort)          | Siedlung vor- und frühgeschichtlicher Zeitstellung. | D-6-6028-0088 |                |
| (Standort)          | Untertägige Bauteile der frühneuzeitlichen St.-Laurentius-Kirche. | D-6-6028-0109 |                |
| (Standort)          | Untertägige Bauteile der frühneuzeitlichen St.-Barbara-Kirche. | D-6-6028-0112 |                |
| (Standort)          | Untertägige Bauteile der neuzeitlichen Wendelinskapelle. | D-6-6028-0114 |                |
| (Standort)          | Bestattungsplatz mit verebneten Grabhügeln vorgeschichtlicher Zeitstellung. | D-6-6028-0129 |                |
| (Standort)          | Abschnittsbefestigung des Mittelalters und archäologische Befunde der im Spätmittelalter errichteten und in der frühen Neuzeit abgegangenen Propstei des Klosters Ebrach mit Zugangsweg und abgesetzt liegendem ehem. Wirtschaftsbau | D-6-6028-0170 |                |
| (Standort)          | Siedlung vorgeschichtlicher Zeitstellung. | D-6-6029-0007 |                |
| (Standort)          | Burgstall des hohen Mittelalters. | D-6-6029-0008 |                |
| (Standort)          | Siedlung des jüngeren Neolithikums. | D-6-6029-0009 |                |
| (Standort)          | Bestattungsplatz mit Grabhügeln vorgeschichtlicher Zeitstellung. | D-6-6029-0010 |                |
| (Standort)          | Untertägige Bauteile der mittelalterlichen bis neuzeitlichen Burgruine. | D-6-6029-0015 | weitere Bilder |
| (Standort)          | Wallanlage „Großer Knetzberg“ mit Höhensiedlungen der Bronzezeit, der Urnenfelderzeit, der späten Hallstattzeit, der älteren und jüngeren Latènezeit sowie der älteren römischen Kaiserzeit.                                         | D-6-6029-0019 |                |
| Trauberg (Standort) | Burgstall des Mittelalters | D-6-6029-0020 | weitere Bilder |
| (Standort)          | Wallanlage „Kleiner Knetzberg“ mit Höhensiedlungen der Urnenfelderzeit, der späten Hallstattzeit und der älteren Latènezeit. | D-6-6029-0023 | weitere Bilder |
| (Standort)          | Wüstung „Milz“ des frühen, hohen und späten Mittelalters. | D-6-6029-0039 |                |
| (Standort)          | Vermutlich Gräberfeld der Hallstattzeit. | D-6-6029-0041 |                |
| (Standort)          | Fundamente einer mittelalterlichen Vorgängerkirche. | D-6-6029-0064 |                |
| (Standort)          | Untertägige Bauteile der spätmittelalterlichen St.-Josephs-Kirche | D-6-6029-0074 |                |
| (Standort)          | Untertägige Bauteile der neuzeitlichen St.-Bartholomäus-Kirche, Fundamente | D-6-6029-0076 |                |
| (Standort)          | Untertägige Bauteile der frühneuzeitlichen Siechkapelle. | D-6-6029-0077 |                |
| (Standort)          | Untertägige Bauteile der spätmittelalterlichen und frühneuzeitlichen Evang.-Luth. Kirche | D-6-6029-0082 |                |
| (Standort)          | Archäologische Befunde im Bereich eines jüdischen Ritualbades (Mikwe) | D-6-6029-0089 |                |
| (Standort)          | Abschnittsbefestigung vor- und frühgeschichtlicher Zeitstellung | D-6-6029-0090 |                |